# Kamtjärnen (Degerfors socken, Västerbotten, 717354-168143)
Kamtjärnen är en sjö i Vindelns kommun i Västerbotten och ingår i Sävaråns huvudavrinningsområde.